# Elite: Dangerous
 (octobre 2020).
Si vous disposez d'ouvrages ou d'articles de référence ou si vous connaissez des sites web de qualité traitant du thème abordé ici, merci de compléter l'article en donnant les références utiles à sa vérifiabilité et en les liant à la section « Notes et références ».
Elite Dangerous est un jeu vidéo de simulation spatiale de combat, de commerce et d'exploration interstellaire, développé et édité par Frontier Developments et sorti en décembre 2014. Financé en partie sur la plateforme Kickstarter, le jeu constitue la quatrième édition de la franchise initiée par le jeu Elite paru en 1984, reconnu comme emblématique et fondateur du genre. Elite: Dangerous est conçu et développé par David Braben, l'un des deux co-créateurs de la série.

## Principe du jeu
Elite: Dangerous possède comme terrain de jeu la galaxie tout entière (la Voie lactée) et ses quelque 400 milliards de systèmes, chacun pouvant comporter jusqu'à cent objets en orbite, tous générés de manière procédurale (génération de manière aléatoire suivant des règles préétablies). Il n'impose pas de trame principale ni de but à proprement parler, ce qui incite le joueur à créer sa propre histoire de plusieurs manières différentes. On peut les distinguer en trois catégories.

### Combat
Combattre dans Elite: Dangerous signifie avoir un vaisseau lourdement armé et blindé, pouvant résister de manière significative à un combat (voire plusieurs d'affilée). Certains vaisseaux compensent le manque de blindage par une meilleure manœuvrabilité.
Plusieurs méthodes permettent de gagner de l'argent par le combat :
- chasseur de primes : traquer les criminels du système pour récupérer la prime sur leur tête ;
- soldat : se battre pour une faction en guerre contre une autre ;
- mercenaire : effectuer des missions impliquant de détruire une cible précise ;
- pirate : détourner la cargaison d'un convoi (parfois de manière forte) pour la revendre au marché noir.

Des combats joueur contre joueur (PVP) permettent également de traquer des joueurs ayant une prime sur leur vaisseau, et non sur leur tête (c'est-à-dire qu'ils peuvent avoir une prime lorsqu'ils pilotent un vaisseau, et aucune dans un autre).
Le mode PVP Elite: Arena reprend les mécaniques de combats de Elite: Dangerous, les joueurs étant enfermés dans une arène avec des vaisseaux prédéfinis.

### Commerce
Pour commercer, un gros vaisseau de transport est nécessaire, pouvant transporter plusieurs centaines de tonnes par vol. Ces vaisseaux doivent disposer d'une soute de grande taille, une bonne distance de saut et (parfois) une bonne vitesse (pour pouvoir échapper aux pirates et autres menaces).
Les méthodes de commerce sont également variées :
- chargé de mission : les spatioports, avant-postes et bases planétaires proposent pour la plupart des missions commerciales consistant à transporter des marchandises vers une autre station, ou à les approvisionner d'une certaine marchandise, le tout moyennant une rémunération souvent plus importante que le simple marchandage ;
- marchand : il s'agit simplement d'acheter des ressources dans une station et les revendre plus cher dans une autre ;
- contrebandier : la même chose mais de façon illégale. Rapporte plus, mais comporte aussi plus de risques ;
- mineur : exploiter les astéroïdes, extraire leurs ressources et les raffiner pour ensuite les revendre. Les vaisseaux d'extraction minière demandent des lasers adaptés, une raffinerie, des drones de prospections ainsi que des drones collecteurs suivant la taille du vaisseau. Il est aussi possible d'utiliser des charges sismiques pour exploiter le noyau d'un astéroïde en le faisant exploser (deep-core mining)[3].

### Exploration
Les vaisseaux d'exploration possèdent une très grande portée de saut. Selon leur degré de polyvalence, ils peuvent ou non disposer de points d'emport et être plus ou moins résistants. Le but est de partir loin dans la galaxie à la recherche de systèmes inconnus. Ces systèmes, suivant les éléments qui le composent, rapportent une certaine somme d'argent.
Le jeu offre deux types d'exploration. L'exploration classique consiste à voyager dans la galaxie pour scanner les systèmes à l'aide d'instruments tels que le « détecteur de découverte » ou le mode « analyse complète du système » (ACS). Les joueurs ont aussi la possibilité de munir leur vaisseau d'un « détecteur de surface » pour analyser en détail les planètes. La revente des nouvelles données rapporte des crédits, en fonction de la rareté des éléments découverts. Pour détecter et étudier des objets dans un système, il faut se servir du scanner et étudier les signaux qui en proviennent. Chaque type d'objet émet un signal précis, que l'ordinateur analyse automatiquement en indiquant s'il s'agit par exemple d'une des catégories de géantes gazeuses, de planètes telluriques, ou encore de « signaux non-humains ». De nombreux signaux spécifiques peuvent ainsi être analysés, tant par l'ordinateur qu'à l'oreille. Une fois l'une des sources de signal sélectionnées, l'ordinateur projette une image précise de l'objet s'il s'agit d'une planète quelconque, et donne ainsi les informations qu'il peut en déduire : présence ou non d'une atmosphère, de vie, composition de la planète en matériaux, activité volcanique, masse, masse atmosphérique le cas échéant, etc.
L'exploration touristique consiste à effectuer des missions pour des passagers, qui permettent parfois de voyager assez loin. Elles rapportent généralement beaucoup, mais requièrent un temps de jeu important. À cette fin, le vaisseau du joueur doit être équipé d'une cabine de passagers.

### Mode multijoueur
Au fur et à mesure de son développement, le jeu a intégré des fonctions de multijoueur. Chaque joueur peut par exemple gérer sa liste de joueurs « amis ». Plusieurs modes multijoueur sont disponibles :
- les escadrilles : les joueurs jouent dans leurs vaisseaux respectifs, mais en activant cette fonction qui ne peut être activée qu'en « jeu ouvert » et non en « jeu solo », ils peuvent se localiser en permanence dans l'espace. Chaque joueur peut voir les actions que font les autres membres de l'escadrille. La fonction de vol en escadrille inclut des outils de communication vocale ;
- le jeu en équipage multiple : certains vaisseaux ont la capacité d'accueillir plusieurs pilotes à leur bord. Les joueurs peuvent alors s'attribuer des rôles et une répartition des commandes du vaisseau. Chaque somme d'argent touchée dans ce cadre est répartie équitablement entre les membres de l'équipage ;
- les escadrons : depuis décembre 2018, les joueurs ont la possibilité de se réunir sous forme d'escadrons. Inspiré du fonctionnement des clans de joueurs dans les jeux de rôle en multijoueur, un escadron offre la possibilité pour son créateur de gérer les joueurs selon cinq grades différents (dont le sien). Les escadrons peuvent se rattacher à l'Empire, la Fédération, l'Alliance ou rester indépendants, et peuvent prêter allégeance à l'un des leaders de superpuissances ainsi que s'allier avec une faction. Un classement est effectué entre les escadrons selon les différentes catégories d'activités du jeu. L'orientation de l'activité d'un escadron est libre, un escadron peut tout autant se spécialiser sur un domaine particulier que rester polyvalent. Au début du mois de juillet 2019, les développeurs ont annoncé pour décembre l'arrivée dans le jeu des « fleet carriers », à savoir des installations spatiales que se partagent tous les joueurs d'un même escadron, sans toutefois en révéler les coûts, ni plus de détails sur leur fonctionnement[Passage à actualiser] ;
- les porte-vaisseaux : les portes-vaisseaux (fleet carriers dans la version originale anglaise) sont de grands vaisseaux spatiaux permettant aux autres vaisseaux d'apponter à eux comme ils le feraient dans une station. Ils peuvent, selon les choix du propriétaire, proposer des services similaires eux aussi à ceux que d'une station : ravitaillement, réparation, chantier naval, service d'équipement, accès à Universal Cartographics... Chaque joueur peut posséder un porte-vaisseaux, au prix de cinq milliards de crédits. Chaque service ajouté à bord coûte une somme d'argent unitaire et fait augmenter les coûts hebdomadaires. Les coûts hebdomadaires représentent la somme déduite chaque semaine de la banque du porte-vaisseaux, correspondant aux dépenses courantes de l'appareil (salaires de l'équipage, entretien, maintenance technique...).

## Univers du jeu
Elite: Dangerous propose au joueur un univers en monde ouvert qui compterait environ 400 milliards de systèmes de la Voie lactée, la plupart restant inexplorés. Les zones colonisées de la galaxie sont traversées par des luttes d'influences politiques entre des superpuissances et des factions (dont certaines sont gérées par des joueurs). Deux zones principales sont colonisées par les humains dans la Galaxie. Celle dite de la « Bulle » est centrée autour du système Sol dont fait partie la Terre. C'est là qu'ont lieu l'essentiel des luttes d'influence et des conflits entre les onze superpuissances du jeu, et que vivent la plupart des humains. L'autre secteur colonisé est situé autour du système Colonia, à 22 000 années-lumière de Sol, où vivent quelques millions d'humains. Enfin, plusieurs spatioports sont situés dans le secteur des Pléiades et plusieurs autres, dits « en deep space », servent d'avant-poste aux explorateurs, l'un des plus notables étant Explorer's Anchorage, juste à côté du système Sagittarius A*.

### Extraterrestres
L'univers du jeu abrite plusieurs organismes extra-terrestres. Certains sont des végétaux observables sur plusieurs planètes, ou des « mollusques » spatiaux. Une espèce en particulier est intelligente, que les humains nomment « Thargoids ». Issus du système des Pléiades, les Thargoïds sont en conflit ouvert avec l'humanité, dont ils ont d'ores et déjà attaqué plusieurs installations orbitales et abattus de nombreux vaisseaux. Les superpuissances s'accordent globalement sur la nécessité de les combattre activement et de nombreux joueurs se sont spécialisés dans la « chasse aux Thargoids », consistant à traquer et neutraliser leurs vaisseaux. Les Thargoids ont recours à plusieurs sortes de vaisseaux, dont les plus notables sont les intercepteurs, qui disposent d'une importante force de frappe. Plusieurs de leurs installations sont aussi observables et visitables sur la surface de quelques planètes non atmosphériques.
Une grande offensive humaine contre les Thargoids débute en 3309 (2023), au cours d'un épisode scénarisé par le développeur du jeu.
Une autre espèce intelligente, aujourd'hui disparue, comprenait les Guardians. Situés non loin des systèmes humains, donc des systèmes Thargoids, les systèmes Guardians sont aujourd'hui dépourvus de vie intelligente. L'on peut observer de nombreuses ruines antiques en surface des planètes qu'ils contrôlaient. En 3304 (date du jeu correspondant à l'année réelle 2018), des ingénieurs ont découvert de nouvelles installations, qui leur ont permis de récupérer certains éléments, notamment des fragments de plan de modules, de vaisseaux et d'armements, ce qui leur a offert la possibilité de concevoir des modules hybridés. Les Guardians ayant probablement, selon les archéologues, été en conflit ouvert permanent avec les Thargoids, les modules de vaisseaux et d'armement conçus par les ingénieurs à partir des technologies Guardians sont plus résistants aux offensives Thargoids. Pour obtenir l'un de ces modules, le joueur doit aller récupérer les éléments demandés par un courtier en technologie spécialisé en la matière, dont un précieux fragment de plan, qui nécessite de se rendre dans une ou plusieurs installations, souvent dangereuses puisque surveillés par des sentinelles Guardians (des drones de protection). Mener une telle opération nécessite un très bon contrôle du SRV (véhicule planétaire) et éventuellement des renforts de celui-ci, permis par la synthèse de matériaux spécifiques exploitables en surface de planètes.

### Démographie
Au 18 décembre 3305 (correspondant à la date réelle du 18 décembre 2019), la population galactique totale serait, selon les recensements des systèmes habités, d'environ 6 632,5 milliards d'habitants. L'essentiel de la population est répartie au sein des trois grandes superpuissances que sont la Fédération, l'Empire et l'Alliance. La Fédération compterait environ 2 500 milliards d'habitants, tandis que l'Empire en dénombrerait environ 1 800 milliards et l'Alliance 491 millions. Le reste des habitants est réparti au sein des puissances indépendantes, du secteur de Colonia, des Pléiades, ou des installations en deep space.

### Politique et administrations
Sur le plan politique, la Galaxie apparaît comme très divisée et il n'existe pas réellement d'administration centrale au-delà des administrations monétaires battant monnaie pour l'ensemble de la Galaxie (les banques battent deux devises : les crédits et les ARX). Tous les spatioports et avant-postes hébergent également l'entreprise Universal Cartographics, dont l'objectif est de recueillir des données auprès des pilotes afin d'établir une cartographie toujours plus précise de la galaxie, allant de la connaissance des systèmes à la cartographie précise des sites planétaires.
Les grandes superpuissances galactiques sont ainsi au nombre de trois.
La Fédération est un régime démocratique présidentiel contrôlant près de 6 000 systèmes. Sa capitale est située à Olympus Village, sur la planète Mars, dans le système Sol. Le chef de l’État en est le Président de la Fédération, qui est également chef du gouvernement, en vertu du principe de séparation stricte des pouvoirs constitutive d'un régime présidentiel strict. Le Président (Zackary Hudson à partir du 2 juin 3301, puis Felicia Winters à partir de 3310) nomme et révoque les emplois publics, dirige les armées, nomme les secrétaires d’État et veille au respect de la constitution et des lois de la Fédération. L'Assemblée législative de la Fédération est le Congrès fédéral, au sein duquel siègent les députés élus. La cheffe de l'opposition fédérale est la députée Felicia Winters, qui contrôle certains systèmes au sein de la Fédération et dont le siège politique se situe dans le système Rhéa.
L'Empire est un régime relativement autoritaire dirigé par l'impératrice Arrissa Lavigny-Duval. De sa capitale au Capitol du système Achenar, où se situe le palais impérial, l'Empire contrôle plus de 5 000 systèmes. Il est divisé en quatre parties et se voit souvent pointé du doigt par les défenseurs des droits humains, notamment par la cheffe de l'opposition fédérale Felicia Winters, pour sa pratique répandue de l'esclavagisme. Les esclaves impériaux peuvent en effet être achetés comme des marchandises dans les marchés et se voient interdits dans les systèmes de Felicia Winters, ce qui est source de tensions entre la Fédération et l'Empire, dont les relations varient entre accalmies et hostilités, allant parfois jusqu'à des actes de guerre.
L'Alliance est un régime démocratique parlementaire contrôlant environ 850 systèmes, dont le chef de l’État est le Premier ministre actuel, Edmund Mahon. L'Alliance a pour principes d'unir des systèmes en leur permettant de conserver leurs systèmes politiques initiaux à la seule condition de respecter la Constitution et la Déclaration des droits humains. On y retrouve ainsi tant des systèmes libéraux que communistes ou corporatistes.
À côté de ces superpuissances évoluent des puissances indépendantes dont la plus puissante est celle de Yuri Grom.
Au sein de chaque système cohabite une diversité de factions dont la plus puissante dirige le système. Les factions peuvent être de toutes idéologies ; on retrouve ainsi des factions tyranniques, communistes, corporatistes, capitalistes, démocratiques, mais aussi des factions uniquement orientées vers le transit des pilotes, comme Deep space survey, qui contrôle une grande partie des spatioports servant de relai d'explorateurs.

### Aspects anthropologiques
Le langage parlé dans l'ensemble de la Galaxie, dit « langage universel », est l'anglais, qui s'est imposé comme tel depuis la domination totale de la Terre par les États-Unis d'Amérique à l'issue de la Troisième Guerre mondiale en 2055. La diction des habitants de la Fédération est majoritaire dans la Galaxie, bien que les habitants impériaux le parlent pour beaucoup avec un certain accent. Toutefois, les autres langues n'ont pas totalement disparu, et l'on dénombre de nombreuses langues régionales, dont certaines sont dérivées des autres langues originelles de l'Humanité comme le français, l'arabe, le russe, le mandarin…

## Nouveautés
La principale différence par rapport aux versions précédentes du jeu est que Elite: Dangerous est multijoueur. Les environnements, notamment les stations spatiales, sont beaucoup plus détaillés. Les vaisseaux spatiaux (tel l'« Anaconda ») sont plus développés et plus simples à changer.
Par ailleurs, le jeu génère de façon procédurale un modèle de Voie lactée à une échelle physiquement réaliste qui ne contient non plus des centaines de millions d'astres comme son prédécesseur Frontier: First Encounters, mais plus de 400 milliards de systèmes planétaires. Chacun de ces systèmes peut comporter jusqu'à cent objets en orbite.

### Réalité virtuelle
Le 10 octobre 2013, l'équipe de développement annonce le support du casque de réalité virtuelle Oculus Rift,. Au début de l'année 2014, l'appareil peut déjà être utilisé avec la version alpha du jeu et, selon le concepteur David Braben, environ 10 % des joueurs sur la version alpha l'utilisent[réf. souhaitée]. Braben déclare aussi travailler au support pour des dispositifs concurrents[réf. souhaitée].

### Surfaces planétaires et extensions
Lors de la première publication, le jeu ne permet pas aux joueurs d'exécuter une rentrée atmosphérique. David Braben explique cette limitation par l'insuffisance de l'avancement des algorithmes prévus pour la génération des surfaces planétaires. Il montre néanmoins quelques exemples de génération procédurale de nuages et autres phénomènes atmosphériques pour les planètes gazeuses. Le jeu est conçu dès le départ pour voir ces fonctionnalités adjointes progressivement.
Le 16 décembre 2015, l'extension Horizons est publiée. Elle permet l’atterrissage sur la surface des planètes non atmosphériques. Le joueur peut équiper son vaisseau d'un hangar à véhicule terrestre, qui lui permet d'explorer les surfaces des planètes. Sur celles-ci ont lieu des phénomènes géologiques ou biologiques et se trouvent des minerais, des installations humaines et plus rarement, dans certains systèmes spécifiques, des installations extra-terrestres. La localisation préalable des sites planétaires est possible grâce au détecteur de surface, un module de taille 1 pouvant être ajouté aux vaisseaux, achetable dans la plupart des stations, qui permet de lancer depuis l'espace des sondes de détection vers la surface des planètes.
Le 3 août 2020 est annoncée l'extension Odyssey, qui permet aux joueurs de prendre directement le contrôle de leur personnage afin de se déplacer à pieds sur les planètes. À partir d'août 2020, plusieurs informations complémentaires sont révélées pour cette extension prévue en 2021. Ainsi, les joueurs peuvent découvrir en surface de la flore et l'étudier. L'activité de xénobiologie s'ajoute ainsi aux trois autres du jeu (exploration, commerce, combat). Il est par ailleurs annoncé que les joueurs pourront se déplacer à l'intérieur des stations spatiales/méga-vaisseaux et qu'ils pourront découvrir à la surface des planètes plusieurs installations humaines et bases militaires. Le contrôle du personnage doit permettre des missions de combats et ouvrir la voie, selon les développeurs, à de nouvelles possibilités de gameplay, tout en renforçant les fonctions multijoueur du jeu. Dans cette extension, l'ensemble des surfaces des planètes sont régénérées, afin d'y ajouter de nouveaux détails et d'augmenter le niveau de réalisme. En sus de cela, plusieurs sortes de planètes dotées d'une atmosphère légère deviennent accessibles aux joueurs.

## Accueil

### Critique
- IGN : 7,4/10 (PC)[11] - 7,5/10 (PS4)[12]
- Jeuxvideo.com : 17/20  (PC)[13]

### Ventes
Le 16 août 2017, le jeu s'est écoulé à plus de 2,75 millions d'unités.